# Österreichischer Bauherrenpreis 2008
Mit dem Österreichischen Bauherrenpreis der Zentralvereinigung der Architekten Österreichs wurden im Jahr 2008 die folgenden Projekte ausgezeichnet:
| Realisierung                                   | Bauherr                                                                                      | Planer |
| ---------------------------------------------- | -------------------------------------------------------------------------------------------- | --- |
| Michelehof in Hard                             | Albert Büchele                                                                               | Philip Lutz                                                                                                  |
| Freihof in Sulz                                | Lydia Zettler                                                                                | Beate Nadler-Kopf                                                                                            |
| Lehmhaus Rauch in Schlins                      | Martin Rauch                                                                                 | Roger Boltshauser, Martin Rauch                                                                              |
| Appartementanlage S.U.N. in Matrei in Osttirol | Friedrich Ganzer                                                                             | Squid architecture Gundolf Leitner Peter Raneburger                                                          |
| Gusswerk Areal in Salzburg                     | Marco Sillaber, Immo Partner GmbH                                                            | 3 Architektenteams: LP Architektur ZT GmbH mit Thomas Lechner – Hobby A – Forsthuber/Scheithauer Architekten |
| Alte Diakonie in der Altstadt in Salzburg      | Diakoniewerk mit Josef Scharinger, Myslik mit Bernhard Kopf                                  | Halle 1, Lang & Sailer                                                                                       |
| Dorfzentrum in Langenegg                       | Gemeinde Langenegg mit Altbürgermeister Peter Nussbaumer und Bürgermeister Georg Moosbrugger | Fink Thurnher                                                                                                |
| Betriebsgarage Leopoldau in Wien-Floridsdorf   | Wiener Linien mit Günter Steinbauer, Harald Bertha, Kresimir Jukic                           | Hemma Fasch & Jakob Fuchs                                                                                    |
| Schülerhort Kaysergarten in Innsbruck          | Innsbrucker Immobiliengesellschaft mit Christian Karl und Prokurist Helmut Rofner            | Johannes Wiesflecker                                                                                         |